# 澳洲皇家空軍旗
澳洲皇家空軍旗是澳洲皇家空軍與澳洲空軍學校使用的旗幟，以澳洲國旗為基礎設計而成，底色改為空軍藍，右側的南方十字經過順時鐘旋轉，以在右下角放入國籍標誌。國籍標誌為白底、紅色袋鼠圖樣，且外有一藍圈。1982年5月6日，此旗根據國旗法第五條，被認定為「澳洲的旗幟」。
旗中的南方十字是傾斜的，十字架一的位置與澳洲國旗相同，十字架二則沿X軸移動旗寬六分之一的距離。結果形狀像是所有的星星以十字架一為旋轉軸，順時鐘旋轉14.036度， 但是整個星座並不是簡單的旋轉了而已。

## 歷史

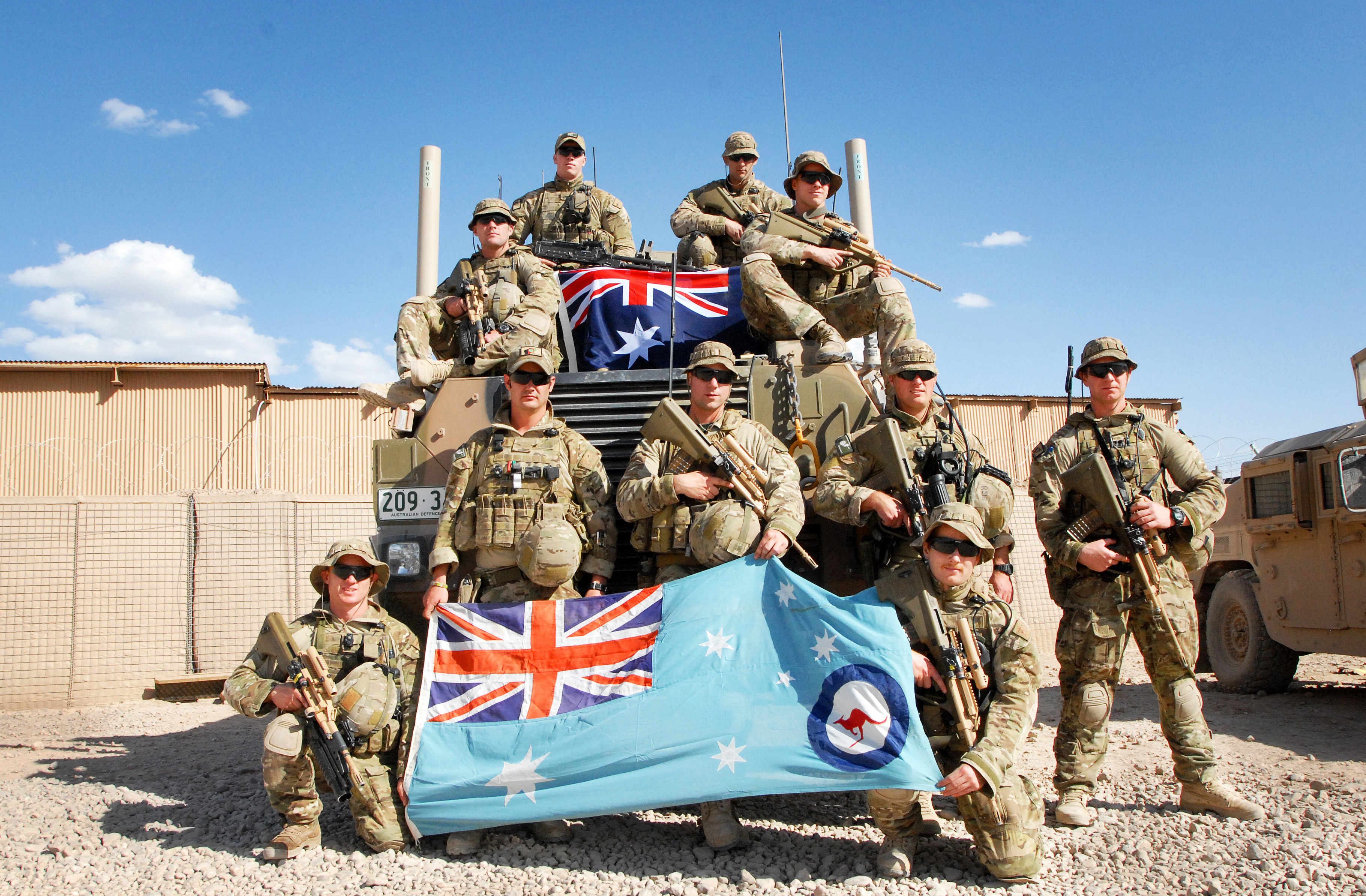
澳洲皇家空軍飛行場防衛隊與澳洲國旗、空軍旗合影，攝於阿富汗

澳洲皇家空軍於1921年建立。1922年7月24日，天藍色底、帶有英國國籍標誌的英國空軍旗，被用作澳洲空軍的旗幟。直到1948年，澳洲空軍想要更改空軍旗以避免混淆。1949年，空軍旗的左下方加上大英國協之星，右側加上了代表澳洲的南十字星。1956年7月2日，澳洲啟用了國籍標誌，上有紅色袋鼠。然而直到1982年，澳洲女王批准修改空軍旗後，旗上才以澳洲國籍標誌以取代有紅色圓形的英國國籍標誌。

1922–1948
1948–1982
1982–